# Cao Thành
Cao Thành là một xã thuộc huyện Ứng Hòa, thành phố Hà Nội, Việt Nam.
Xã Cao Thành có diện tích 3,84 km², dân số năm 1999 là 4.171 người, mật độ dân số đạt 1.086 người/km².